# Бригады Баас
Бригады Баас (араб. كتائب البعث‎) — сирийское ополчение, состоящее из членов партии Баас. Большинство ополченцев являются мусульманами-суннитами, лояльными правительству Башара Асада. Было создано в Алеппо под командованием Хилал Хилала, помощника регионального секретаря, после того, как боевики заняли большую часть восточной половины Алеппо летом 2012 года. Изначально бригады Баас использовались для охраны правительственных зданий и других ключевых объектов в городе, но позднее их роль расширилась. Также выросла численность бригады с 5 000 членов в ноябре 2012 года до 7 000 в декабре 2013 года. Солдаты набираются в том числе в провинциях Латакия и Тартус. В конце 2013 года бригады приступили к развёртыванию в Дамаске. Перед ними поставлена задача укомплектования контрольно-пропускных пунктов и проведения «лёгких логистических операций». Возглавляли освобождение Старого города в Алеппо в начале 2014 года.
Бригады были распущены в сентябре 2018 года.